# Метанаратив
В критическата теория и конкретно постмодернизма, метанаративите или големите наративи е идеята, че дадени наративи представляват изчерпателно обяснение на историческата опитност или на знанието. Според Джен Стефънс метанаративът – това е „глобална или събирателна наративна схема, която задава или обяснява знанието или опита“.